# Young Eagles

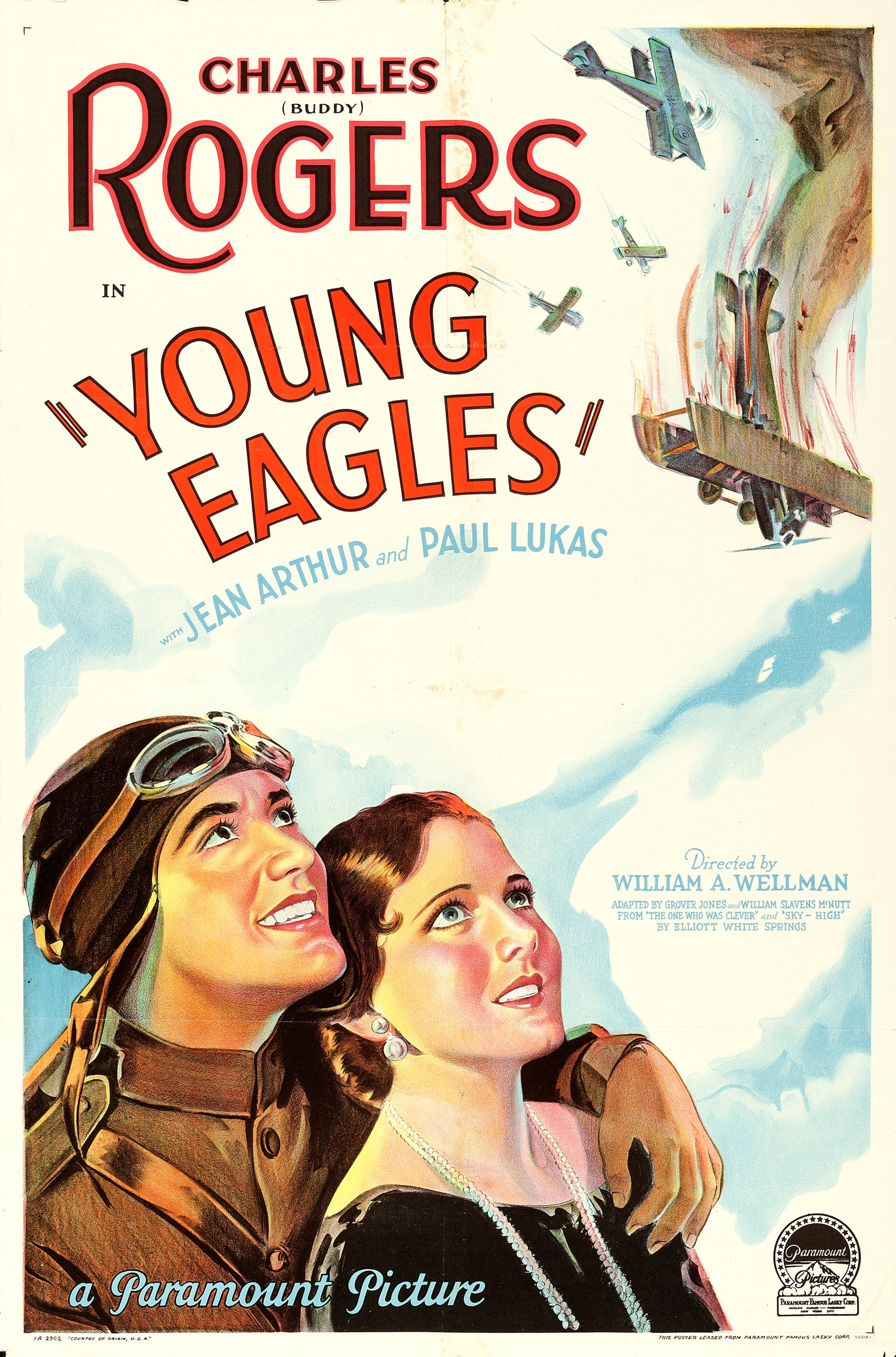
Affiche du film.

Young Eagles est un film américain pré-Code réalisé par William A. Wellman et sorti en 1930.

## Synopsis
Le lieutenant Robert Banks, un jeune aviateur américain de l'Escadrille Lafayette, en permission à Paris, rencontre Mary Gordon, une jeune américaine. Leur idylle est interrompue par son retour au front. Dans une bataille aérienne, Robert abat l'avion de von Baden, surnommé « l'Aigle gris », le fait prisonnier et l'emmène au quartier général allié à Paris, pour obtenir des renseignements sur les plans allemands.
Mary, apparemment une espionne des Allemands, drogue Robert qui en réveillant découvre que son uniforme a été volé par von Baden. Plus tard, dans un autre conflit aérien, von Baden est blessé, mais abat l'avion de Robert. L'Allemand le sauve cependant et l'emmène dans un hôpital allié, l'assurant de l'amour de Mary ; sa confiance en elle est restaurée lorsque Robert apprend que Mary est en fait une espionne américaine.

## Fiche technique
- Réalisation : William A. Wellman
- Scénario : Grover Jones, William Slavens McNutt d'après 	The One Who Was Clever and Sky-High d' Elliott White Springs
- Producteur : B.P. Schulberg
- Photographie : Archie Stout
- Montage : Alyson Shaffer
- Musique : John Leipold, Max Bergunker, Gerard Carbonara, Herman Hand, Howard Jackson
- Société de production : Paramount Famous Lasky Corp.
- Distributeur : Paramount Pictures
- Durée : 72 minutes
- Date de sortie : 21 mars 1930

## Distribution
- Charles "Buddy" Rogers : Lieutenant Robert Banks
- Jean Arthur : Mary Gordon
- Paul Lukas : Von Baden, the "Grey Eagle"
- Stuart Erwin : "Pudge" Higgins
- Virginia Bruce : Florence Welford
- Gordon De Main : Major Lewis
- James Finlayson : "Scotty"
- Frank Ross : Lieutenant Graham
- Jack Luden : Lieutenant Barker
- Freeman Wood : Lieutenant Mason
- George Irving : Colonel Wilder
- Stanley Blystone : Captaine Deming